# Dansk ICYE
Dansk ICYE (International Cultural Youth Exchange) er en selvejende non-profit organisation, der er en del af et internationalt udvekslingsnetværk med nationale organisationer i henholdsvis Afrika, Syd- og Mellemamerika, Europa, Asien og Oceanien 

## Værdier og virke
Dansk ICYEs formål er at skabe mellemmenneskelig forståelse på tværs af kulturelle skel, og derigennem være med til at fremme fred i verden. Dansk ICYE forsøger i sit daglige virke at promovere interkulturel forståelse, lige muligheder, tolerance og fred mellem mennesker i verden.
Kulturudvekslingen går hos Dansk ICYE begge veje, netop ud fra ideen om at skabe lige muligheder gennem solidarisk udveksling. Danskere sendes på ophold i udlandet og udenlandske volontører kommer på ophold i Danmark.

## Historie
Dansk ICYE blev i 1972 stiftet som International Christian Youth Exchange, men skiftede i 1990'erne "Christian" ud med "Cultural" for at fokusere på det interkulturelle aspekt af organisationen. Organisationen har i dag ikke fokus på det religiøse. 
Den internationale organisation startede efter 2. verdenskrig som en udveksling mellem Tyskland og USA for at genoprette tilliden mellem tyskerne og amerikanerne. Dansk ICYE sendte de første volontører afsted i 1969. Dengang var de endnu ikke oprettet som organisation, men bestod af en kreds af personer der ønskede at udveksle på grundlag af de ideer ICYE stod for. I 1972 blev der afholdt stiftende generalforsamling, hvor Dansk ICYE fik sit navn og blev indlemmet i føderationen.
I dag sender Dansk ICYE årligt ca. 150 danske volontører ud i verden på en af organisationens programmer. Samtidig modtager Dansk ICYE hvert år 70 volontører, der er på kulturudveksling og arbejder frivilligt i Danmark. 
Dansk ICYE er via den internationale ICYE Føderation medlem af UNESCO. Derudover er de unge, der rejser ud med Dansk ICYE, designeret af FN til at være "fredsbudbringere". Føderationen er åben for alle, uanset race, religion eller politisk overbevisning og har i dag 41 nationale komiteer verden over med det internationale hovedsæde i Berlin.

## Programmer
Dansk ICYE har fire forskellige programmer for udveksling, der hver især kan noget forskelligt, har forskellig varighed og forskellig pris. Alle programmerne har det til fælles, at de fremmer kulturudveksling og kulturforståelse.

## Opbygning
Dansk ICYE er opbygget demokratisk, hvor generalforsamlingen vælger en bestyrelse, der har det overordnede ansvar for organisationen. Under bestyrelsen findes flere forskellige udvalg drevet af frivillige, der arbejder med forskellige områder inden for udvekslingsprogrammerne. Under bestyrelsen sidder også sekretariatet, der er ansat til at stå for de praktiske rammer angående udveksling af volontører.
At Dansk ICYE er en non-profit organisation betyder, at der ikke tjenes penge på de unge, der rejser ud og udfører frivilligt arbejde gennem programmerne. Eventuelle omkostninger går til nødvendig administrationsudgifter, kost og logi samt andre elementer, der er inkluderet i det enkelte program. En stor del af opgaverne i Dansk ICYE udføres af det frivillige netværk i organisationen.

## Forperson
2015 - 2019 Simon Poulsen
2019 - 2020 Rasmus Schaal 
2020 - 2022 Emma Louise Valsson
2022 - 2024 Lise Coermann Nygaard
2024 - nu Sofie Amalie Björklund